# Palacio del Vicariato
El Palacio del Vicariato o Palacio Maffei Marescotti (en italiano: Palazzo Maffei Marescotti o Palazzo del Vicariato) es el nombre que recibe un edificio religioso en Roma, Italia se trata de un antiguo palacio, originalmente un palacio nobiliar, situado en el Rione Pigna, en la esquina de Via dei Cestari y Via della Pigna, junto a la Iglesia de la Santísima llagas de San Francisco.
El palacio fue diseñado en 1580 por Giacomo Della Porta en nombre del cardenal Marcantonio Maffei, lo que implicó la demolición de algunas casas de familia, que estaban en la Piazza della Pigna frente al edificio que había sido de la familia de Stefano Porcari. La muerte alcanzó el cardenal Maffei en 1583 y el edificio sin terminar comenzó una larga serie de cambios de propietarios y usos diferentes, cuya única constante fue para mantenerlo bajo el control del Vaticano.